# Schwarzbach (Laufach)
Der Schwarzbach ist der rechte Quellbach der Laufach im Landkreis Aschaffenburg im bayerischen Spessart.

## Geographie

### Verlauf
Der Schwarzbach entspringt im Wald am Fuße des Bergrückens der Eselshöhe, unterhalb des Schwarzkopfes (460,4 m ü. NN) ostnordöstlich von Hain im Spessart. Er läuft nach Nordwesten Richtung Schwarzkopftunnel und knickt am Sensenbrunnen in westliche Richtung ab. Dort fließt ihm der Herzbach in einer vierstrahligen Talspinne von Süden zu. Der Schwarzbach fließt nun in ein betoniertes Gerinne und unterquert dann gleich im Fußgängertunnel die hier bis 2017 auf der Spessartrampe verlaufende Trasse der Main-Spessart-Bahn. Die neue Bahnlinie überspannt etwas weiter westlich das Tal. Er tritt aus dem Wald und läuft, von einzelnen Heckenreihen und Baumgruppen auf dem unteren Hang begleitet, durch eine Wiesenmulde weiter nach Westsüdwesten. Schon in Hain unterquert der Schwarzbach die Bundesstraße 26 und vereinigt sich dort wenige Schritte darauf mit dem von links und Süden kommenden Seebach zur Laufach, die fast genau in seiner Richtung weiterzieht.

### Zuflüsse
- Herzbach (links)
- Etzbach (links)
- Rohrbach (rechts)

### Flusssystem Aschaff
- Liste der Fließgewässer im Flusssystem Aschaff